# Jean Collin
Pour les articles homonymes, voir Collin.
Jean Collin (1924 - 1993) est un homme politique sénégalais d'origine française. Maire, député, haut responsable du PS, plusieurs fois ministre, il est un homme-clé de la vie politique sénégalaise pendant une trentaine d'années, d'abord auprès du président du Conseil Mamadou Dia, puis du président de la République Léopold Sédar Senghor, mais surtout de son successeur Abdou Diouf, devenant de fait le « numéro deux du régime ». Surnommé « le toubab », il fut aussi un personnage très controversé, dont la mise à l'écart en 1990 marqua la fin d'une époque.

## Biographie
D'origine normande, mais né dans le 15e arrondissement de Paris le 19 septembre 1924, il est formé à l'École nationale de la France d'outre-mer et à l'École des langues orientales.
Après une dizaine d'années de services dans l'administration coloniale, notamment au Cameroun, d'abord en 1946, puis à nouveau pendant les années 1950, à Diourbel et un bref intermède à la tête du service de l'information et de Radio-Dakar en 1948, il est nommé chef de cabinet dans le premier gouvernement mis en place par la loi-cadre de 1956, celui de Mamadou Dia. En 1958 il se distingue en se prononçant pour le « non » au référendum proposé par le général de Gaulle et visant à créer une Communauté française.
Puis il est successivement gouverneur de la région du Cap-Vert, secrétaire-général du gouvernement et, de 1962 à 1964, secrétaire général de la présidence.
Sa carrière prend une nouvelle dimension lorsque le 8 février 1964 le président Senghor – qui vient de supprimer le poste de Premier ministre à la suite de son différend avec Dia – le nomme ministre des Finances en remplacement de Daniel Cabou – une nomination mal vécue par ses rivaux sénégalais. Cependant, cette promotion intervient quatre jours après la mort prématurée d'André Peytavin, un autre Français naturalisé Sénégalais et devenu ministre. La présence simultanée de plusieurs Blancs au sein du gouvernement de la jeune République sénégalaise semblait alors difficilement envisageable. 
Collin conserve cette fonction jusqu'en avril 1971, date à laquelle on lui confie un autre poste de premier plan, celui de ministre de l'Intérieur.
Seul ministre d'État du gouvernement et numéro deux du Parti socialiste, Jean Collin est de plus en plus contesté à la fin des années 1980, d'une part par l'opposition qui le qualifie tantôt de « crypto-communiste », tantôt de « gouverneur colonial », mais également à l'intérieur de son propre parti. À l'occasion de l'important remaniement ministériel du 27 mars 1990 qui réduit le nombre de membres du gouvernement de 27 à 21, Abdou Diouf se sépare de Jean Collin et le remplace par André Sonko. Ce départ inattendu est accueilli avec satisfaction par une bonne partie de l'élite politique sénégalaise à qui son influence déplaisait fortement.
Collin est également démis de ses fonctions de secrétaire chargé de la vie politique du Parti socialiste et de président du comité chargé de préparer le congrès du parti prévu au mois de juin de la même année. C'est Abdoul Aziz Ndaw, président de l'Assemblée nationale, qui lui succède à ces deux postes. À cette époque son fils, François Collin, était directeur de cabinet du ministre du Tourisme.
Il meurt le 18 octobre 1993 à Bayeux (Calvados), à l'âge de 69 ans, des suites d'un longue maladie. Selon sa dernière volonté, il est inhumé au Sénégal, à Ndiaffate, village proche de Kaolack d'où était originaire sa seconde épouse Marianne. 
Jean Collin s'est en effet marié une première fois, le 24 décembre 1948, avec Adèle Senghor, une nièce de Léopold Sédar Senghor. Après son divorce, il épousa le 27 octobre 1973 une autre Sénégalaise, Marianne Turpin.